# Avenida Montaigne

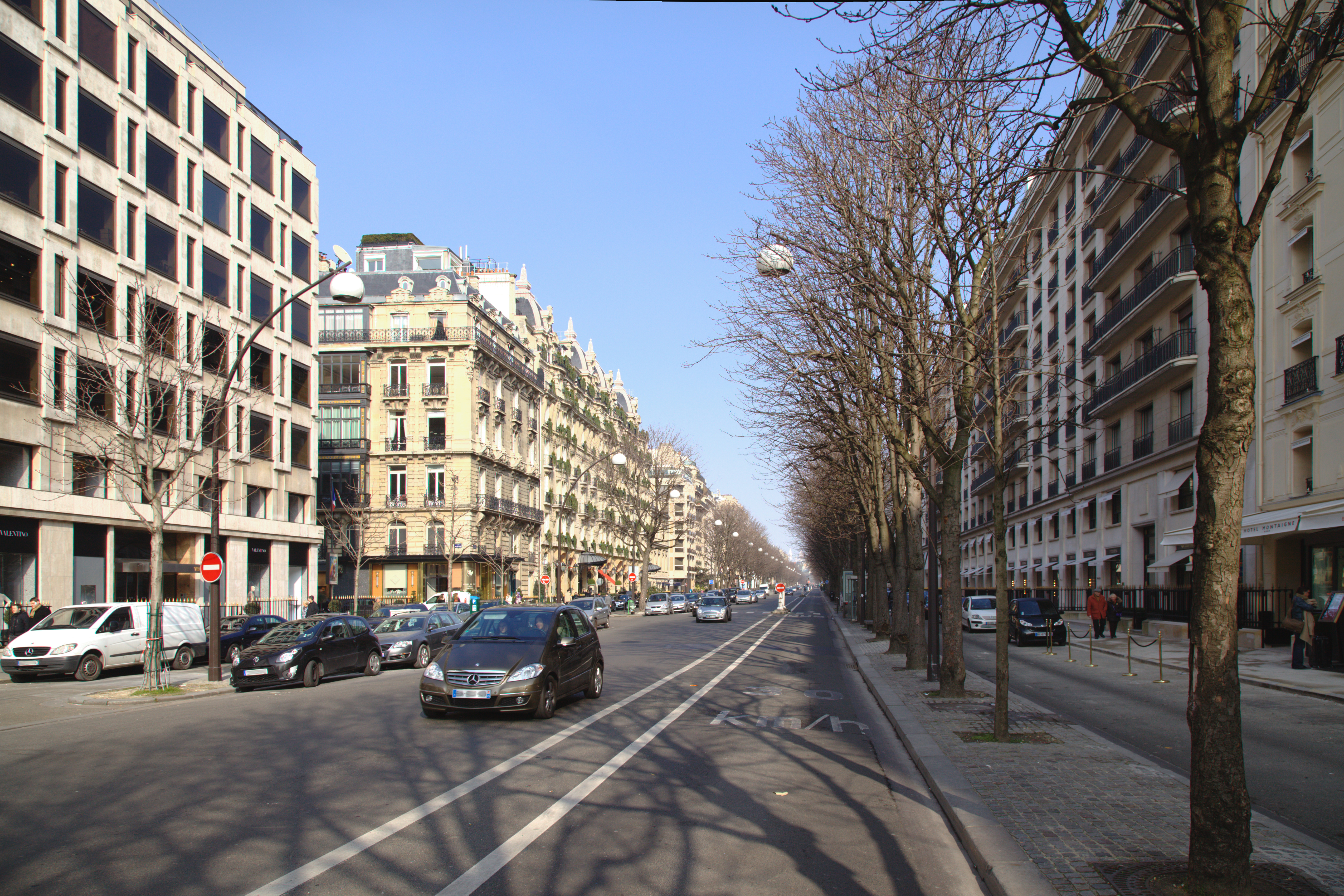
Avenue Montaigne

La Avenue Montaigne (pronunciación en francés: /avəny mɔ̃tɛɲ/) es una calle situada en el Distrito VIII de París, Francia

## Origen del nombre
La Avenue Montaigne se llamaba originalmente Allée des Veuves (callejón de las viudas) porque las mujeres en luto se reunían aquí, pero la calle ha cambiado mucho desde aquellos días del siglo XVIII. El nombre actual procede de Michel de Montaigne, un escritor renacentista francés. En el siglo XIX, la calle consiguió cierto renombre por los bailes organizados en el Bal Mabille las noches de los sábados.

## Moda

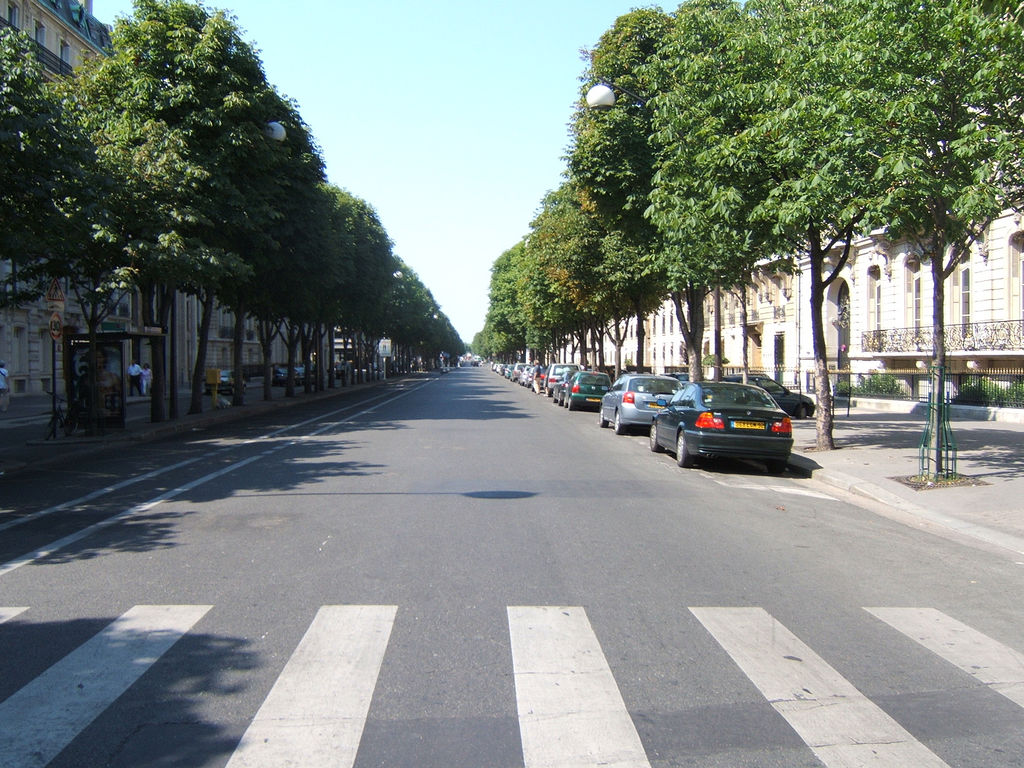
Avenida Montaigne, París

Avenue Montaigne tiene numerosas tiendas de alta costura, como Louis Vuitton, Dior, Chanel, Fendi, Valentino y Ralph Lauren, joyeros como Bulgari y otros establecimientos de lujo como el hotel Plaza Athénée.
En la década de 1980, la Avenue Montaigne se consideraba la grande dame de las calles francesas de alta costura y accesorios, y en la actualidad se considera más importante que la Rue du Faubourg Saint-Honoré. Varios diseñadores de ropa se establecieron aquí, especialmente el grupo LVMH (Moët Hennessey Louis Vuitton). LVMH atrajo inversión y atención internacional a la calle. Los principales diseñadores y empresas, como Céline, Loewe, Vuitton, Inès de la Fressange y antiguamente Christian Lacroix, poseen una cartera importante de edificios en la calle.
La embajada de Canadá se sitúa en el número 35 de la avenida. La actriz Marlene Dietrich tuvo un apartamento en el número 12 durante muchos años, y murió allí en 1992. En el 15 de la Avenue Montaigne está el Teatro de los Campos Elíseos.
En 2009, el Comité Montaigne, presidido por Jean-Claude Cathalan, creó una página web, http://www.avenuemontaigneguide.com, con un mapa interactivo.

## Robos en joyerías
El 4 de diciembre de 2008  una "banda de tres o cuatro hombres armados" robaron "anillos de diamantes, collares y relojes de lujo" por valor de más de 80 millones de euros de la boutique Harry Winston en el N.º 29, justo antes de cerrar. Al menos dos de los ladrones eran hombres que llevaban "pelucas y ropa de mujer." Esta tienda también fue robada en octubre de 2007, cuando en un atraco similar los ladrones robaron 20 millones de euros.